# Théo Léon
Théo Léon, né le 16 août 1992 à Chambéry (Savoie), est un joueur français de basket-ball. Il évolue au poste de meneur.

## Biographie
Lors de la saison 2012-2013, Léon joue peu à l'ASVEL, coincé derrière Paccelis Morlende et Juice Thompson. En janvier 2013, il est envoyé vers l'équipe de Fos Ouest Provence Basket qui évolue en Pro B. Il y signe un contrat jusqu'à la fin de la saison pour pallier l'absence du meneur titulaire Édouard Choquet qui vient de se blesser,. Il joue deux rencontres avec Fos avant de se blesser au scaphoïde ce qui entraîne une indisponibilité longue (estimée entre 6 et 8 semaines).
En juillet 2014, il rejoint Aix Maurienne Savoie Basket.
En novembre 2015, il signe à Roanne, puis revient à Fos l'année suivante. Théo Léon rejoint l'ALM Évreux Basket pour la saison 2017-2018. Après deux saisons en Normandie, il retrouve le club d'Aix Maurienne en signant un contrat de deux ans à partir de la saison 2019-2020.
En juillet 2021, Léon rejoint pour deux saisons l'UJAP Quimper, club de deuxième division pour la saison 2021-2022.
En juillet 2023, Théo Léon rejoint le Tours Métropole Basket en NM1 pour deux ans. Il s'agit de sa première expérience dans cette division. 

## Palmarès
- 3e du Championnat d'Europe de basket-ball masculin des 20 ans et moins 2011